# Zanthoxylum yakumontanum
Zanthoxylum yakumontanum är en vinruteväxtart som först beskrevs av Sugimoto, och fick sitt nu gällande namn av H. Nagamasu. Zanthoxylum yakumontanum ingår i släktet Zanthoxylum och familjen vinruteväxter. Inga underarter finns listade i Catalogue of Life.